# ジュール・クンデ
ジュール・オリヴィエ・クンデ（Jules Olivier Koundé, 1998年11月12日 - ）は、フランス・パリ出身のサッカー選手。ラ・リーガ・FCバルセロナ所属。フランス代表。ポジションはDF。

## クラブ経歴

### フランス時代
ベナン人の父とフランス人の母の下、フランス南西部、ランゴン近郊のランディラスで育った。自身の甥であるシャルル・トクプレは元トーゴ代表のサッカー選手だったこともあり、幼少期からサッカーに身を注ぐようになった。その後、6歳で地元のサッカークラブに入団して本格的にサッカーを始め、クンデが15歳の時にFCジロンダン・ボルドーの下部組織へ移籍した。
ボルドーの育成年代では在籍したほぼ全てのカテゴリーでキャプテンを任されるなど、常にプロへの意識を高く持っていたが、当時のボルドーのU-19で監督を務めていたジャン＝リュク・ドゴンは、能力的な要素においては疑いないが、唯一身長の低さを理由にプロへの挑戦に不安を覚えていた。最終的に身長は180cmで成長が止まり、CBとしては小柄ながらも2015-16シーズンからはリザーブチームでプレーし始めた。
そして、2018年1月7日のクープ・ドゥ・フランスのグランヴィル戦にて、トップチーム初出場。同月10日のアミアン戦でリーグ・アンデビュー。以降先発に定着し、2018-19シーズンはリーグ戦37試合に出場した。

### スペイン時代
2019年7月3日、セビージャと5年契約を締結したことが発表された。加入1年目の2019-20シーズンは、リーグ戦29試合に出場と、先発に定着。同シーズン終了後にはレアル・マドリードが、クンデの獲得に興味を示していると報じられた。
2022年7月28日、FCバルセロナに移籍した。サラリーキャップの影響で選手登録に時間を要したが完了し、8月28日、第3節のレアル・バリャドリード戦で移籍後初出場を果たした。

## 代表経歴
2018年から、U-20のフランス代表に招集。2021年にはUEFA EURO 2020の代表メンバーに選出。同年6月2日のウェールズ戦で代表デビューを果たした。
2021年10月10日、UEFAネーションズリーグ2020-21決勝のスペイン代表戦に先発出場し、2-1での勝利に貢献した。
2022 FIFAワールドカップのフランス代表メンバーに選出され、7試合中5試合で右サイドバックとして先発出場し、準優勝に貢献した。 2024年5月、UEFA EURO 2024のフランス代表メンバーに選出された。大会では全6試合で右サイドバックとして先発し、ラウンド16のベルギー代表戦で1-0での勝利に貢献し、マン・オブ・ザ・マッチに選ばれた。

## プライベート
クンデはファッションに対して強い関心を持っており、メディアや同僚からは“モード界の注目株”とも評されており、インスタグラム等ではスタイリッシュな私服姿が注目されることもある。また、2024年には「もはや昔ほどにはサッカーに情熱を感じなくなった」と語り、引退後のライフプランとしてファッション業界への関与の可能性について言及している。
インターナショナルな活動の一環として、フランスの国政選挙（2024年）において、極右政党「国民連合（Rassemblement National）」に反対する意見をSNSで表明しており、「自由、正義、共生を破壊する党を支持することはできない」とコメントした。
また日常的なファンとの交流にも寛容で、2025年2月にバルセロナの街中で宿泊中のホテルからラグジュアリーSUVの写真を撮っていたファンに対して、自身だと気づくと「ナンバープレートは撮らないで」と冗談交じりにお願いしながら快く写真撮影に応じた、というエピソードも報告されている。

## 個人成績

### クラブ
2022-23シーズン終了時点
| クラブ       | シーズン     | リーグ戦     | リーグ戦 | リーグ戦 | 国内カップ | 国内カップ | リーグカップ | リーグカップ | 国際大会 | 国際大会 | その他 | その他 | 合計 | 合計 |
| クラブ       | シーズン     | ディビジョン | 出場     | 得点     | 出場       | 得点       | 出場         | 得点         | 出場     | 得点     | 出場   | 得点   | 出場 | 得点 |
| ------------ | ------------ | ------------ | -------- | -------- | ---------- | ---------- | ------------ | ------------ | -------- | -------- | ------ | ------ | ---- | ---- |
| ボルドーII   | 2015-16      | CFA          | 8        | 0        | -          | -          | -            | -            | -        | -        | -      | -      | 8    | 0    |
| ボルドーII   | 2016-17      | CFA2         | 15       | 1        | -          | -          | -            | -            | -        | -        | -      | -      | 15   | 1    |
| ボルドーII   | 2017-18      | CFA3         | 6        | 0        | -          | -          | -            | -            | -        | -        | -      | -      | 6    | 0    |
| ボルドーII   | 通算         | 通算         | 29       | 1        | -          | -          | -            | -            | -        | -        | -      | -      | 29   | 1    |
| ボルドー     | 2017-18      | リーグ・アン | 18       | 2        | 1          | 0          | 0            | 0            | 0        | 0        | -      | -      | 19   | 2    |
| ボルドー     | 2018-19      | リーグ・アン | 37       | 0        | 1          | 0          | 3            | 0            | 10       | 2        | -      | -      | 51   | 2    |
| ボルドー     | 通算         | 通算         | 55       | 2        | 2          | 0          | 3            | 0            | 10       | 2        | -      | -      | 70   | 4    |
| セビージャ   | 2019-20      | ラ・リーガ   | 29       | 1        | 2          | 1          | -            | -            | 9        | 0        | -      | -      | 40   | 2    |
| セビージャ   | 2020-21      | ラ・リーガ   | 34       | 2        | 7          | 1          | -            | -            | 7        | 1        | 1      | 0      | 49   | 4    |
| セビージャ   | 2021-22      | ラ・リーガ   | 32       | 2        | 3          | 1          | -            | -            | 9        | 0        | -      | -      | 44   | 3    |
| セビージャ   | 通算         | 通算         | 95       | 5        | 12         | 3          | -            | -            | 25       | 1        | 1      | 0      | 133  | 9    |
| FCバルセロナ | 2022-23      | ラ・リーガ   | 29       | 1        | 4          | 0          | -            | -            | 5        | 0        | 2      | 0      | 40   | 1    |
| キャリア通算 | キャリア通算 | キャリア通算 | 208      | 9        | 18         | 3          | 3            | 0            | 40       | 3        | 3      | 0      | 272  | 15   |

### 代表
出場大会
- U-21フランス代表

2021年 - UEFA U-21欧州選手権2021（ベスト8）
- フランス代表

2021年 - UEFA EURO 2020（ベスト16）
2022年 - 2022 FIFAワールドカップ（準優勝）
試合数
- 国際Aマッチ 24試合 0得点（2021年 - ）[22]

2023年11月21日現在
| フランス代表 | 国際Aマッチ | 国際Aマッチ |
| 年           | 出場        | 得点        |
| ------------ | ----------- | ----------- |
| 2021         | 7           | 0           |
| 2022         | 11          | 0           |
| 2023         | 6           | 0           |
| 2024         |             |             |
| 通算         | 24          | 0           |

## 人物
- クンデの一家はベナンにルーツを持つ。

## タイトル

### クラブ
セビージャ
- UEFAヨーロッパリーグ: 2019–20

バルセロナ
- ラ・リーガ: 2022-23, 2024-25
- コパ・デル・レイ: 2024-25
- スーペルコパ・デ・エスパーニャ: 2022-23, 2024-25

### 代表
フランス代表
- UEFAネーションズリーグ: 2020-21